# Praça de Zorrilla
A Praça de Zorrilla é uma praça no centro da cidade de Valladolid, adquire o nome do escritor valisoletano José Zorrilla. Tem uma superfície de 6.410,9 m² e 93,89 metros de comprimento.
Constitui o ponto de partida de uma das principais artérias da cidade: o Paseo de Zorrilla. Nesta praça confluem outras quatro importantes ruas de Valladolid: Santiago, Miguel Íscar, a Acera de Recoletos e a rua de María de Molina. A partir da praça de Zorrilla é possível aceder ao Parque do Campo Grande.